# Маяк островов Файв-Фингер
Маяк островов Файв-Фингер (англ. Five Finger Islands Light) — маяк, расположенный на самом южном из островов Файв-Фингер между проливами Стивенса и Фредерика в боро Питерсберг, Аляска. Один из двух (второй — маяк острова Сентинел) старейших маяков, построенных США на островах близ Аляски. Открыт 21 марта 1902 года. Среди маяков Аляски, был автоматизирован последним в 1984 году. Второй по высоте маяк штата.

## История
Через узкие проливы между островами на юго-востоке штата Аляска проходил путь из Скагуэя до крупных городов тихоокеанского побережья США, по которому доставлялось добытое золото во время золотой лихорадки на Клондайке. Сильные течения, туманы, дожди и скалистое побережье делали навигацию в этом районе сложной, потому правительство США выделило в 1900 году 100 000$ на строительство маяков в этом районе.
В 1901 году был подписан контракт на строительство маяка на самом южном из островов Файв-Фингер на сумму 22 500$. Маяк был построен в 1902 году. Первоначально он представлял собой прямоугольное деревянное здание с квадратной башней, на вершине которой находилась линза Френеля. Деревянное здание сгорело в декабре 1933 года. Современное бетонное здание было завершено в 1935 году, строительство велось с привлечением общественных работ. Стоимость сооружения бетонного здания составила 92 967$. Маяк был автоматизирован Береговой охраной США в 1984 году.
В 2004 году он был включен в Национальный реестр исторических мест, где описан как «исторический район, включающий четыре здания и одно строение».

## Архитектура
По мнению многих экспертов, здание 1935 года является «хорошим примером архитектурного модернизма, популярного в 1930-е годы, адаптированной для службы маяков США». В 2007 году маяк был включен в число 5 маяков на тихоокеанском побережье США, изображения которых составили серию почтовых марок.

## Фотографии

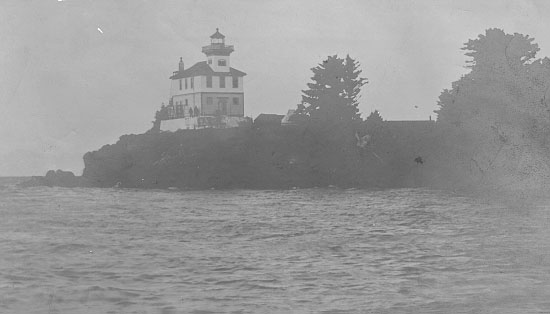
Оригинальное здания 1902 года постройки
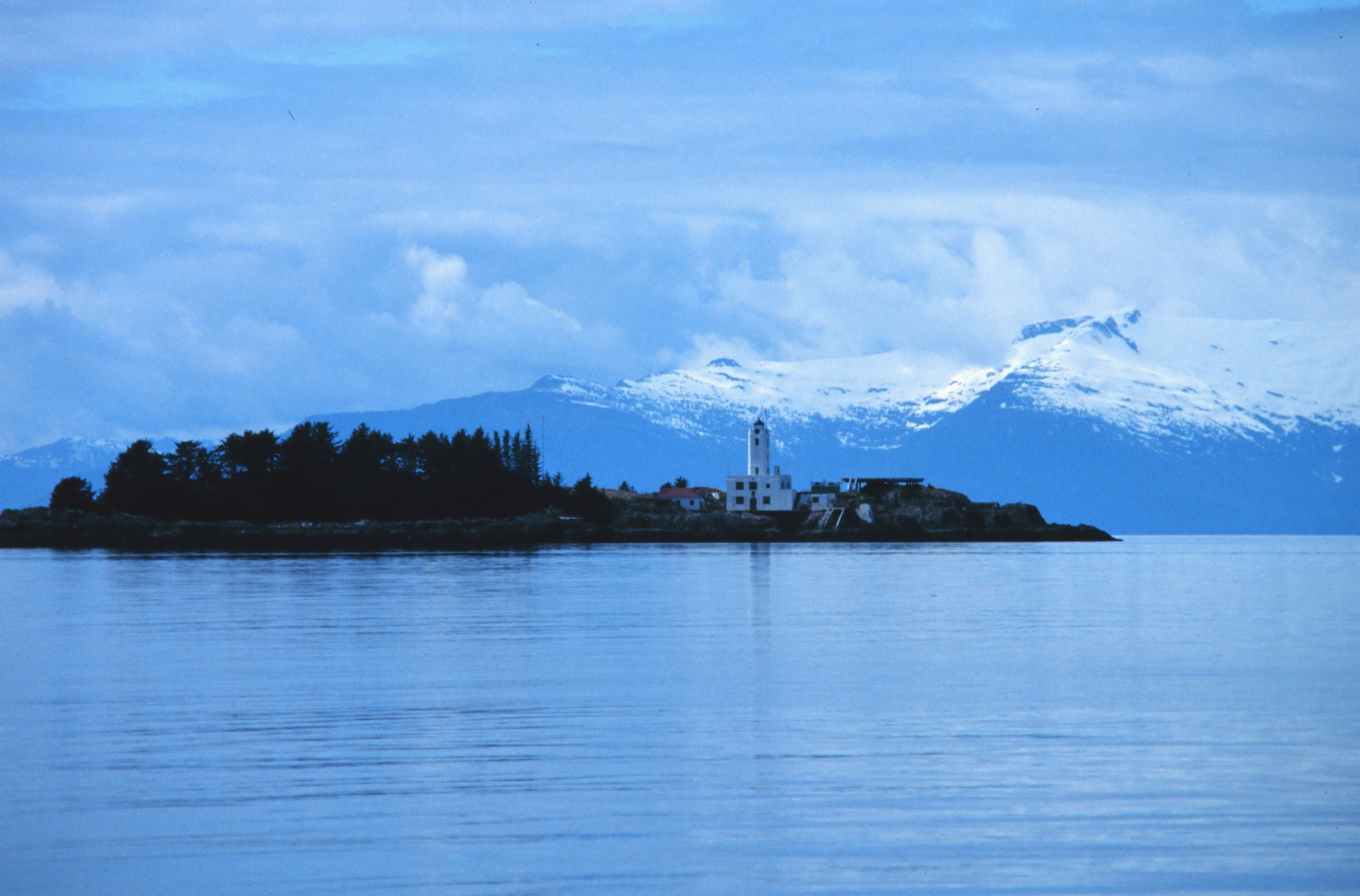
Вид из пролива Фредерика, 1992 г.